# Coeur d'alene
Los coeur d'alêne (también Snchitsu’umshtsn o snčícuʔumšcn) es una tribu india que habla una de las lenguas salish, y que se autodenomina Skitswish o Skitzoomish. Su nombre, de origen francés, posiblemente fue usado alguna vez por un caudillo como un insulto y quedó como denominación de la tribu. 

## Localización
Vivían cerca del río Spokane, del lago Coeur d’Alene (Idaho) y en el valle alto del río Clearwater (Washington). Actualmente están repartidos entre las reservas Coeur d’Alene (en el condado de Plummer, Idaho) de 345.000 acres y Colville (Washington).

## Demografía
En 1805, Lewis y Clark calcularon a su paso por su territorio que eran unos 2.000 individuos. En 1909 habían sido reducidos a 533 individuos, pero en 1960 eran 800, de ellos 616 residían en Idaho. Según Asher en 1980 eran 800, pero solo 20 hablaban la lengua salish.
Según datos del censo del año 2000 había 1.392 puros, 19 mezclados con otras tribus, 242 con otras razas y 5 con otras razas y otras tribus. En total, 1.658 individuos.
Según datos de la Oficina de Asuntos Indios de 1995 en la reserva Coeur d’Alene viven 1.588 habitantes (1.493 en el rol tribal).

## Costumbres
Los aventureros franceses les dieron el nombre (corazón de lezna) porque creían que eran pobres, crueles y desconfiados, de tal manera que no eran de fiar.
Eran sedentarios y vivían de la recolección de raíces, de la pesca del salmón y de la caza de algunos mamíferos del bosque, pero sin atreverse a alejarse demasiado de su territorio.
Su organización social y política era democrática y tenían gran devoción religiosa por los espíritus guardianes. Eran pacíficos y solo guerreaban en ocasiones muy particulares.
Vivían en casas cónicas hechas sobre agujeros, y fabricadas con palos cubiertos de arbustos y corteza. Tenían rasgos culturales tomados de los kalispel, flathead y nez perce, vecinos suyos.

## Historia
En 1806 les visitaron los exploradores norteamericanos Lewis y Clark, quienes los relacionaron con los Kalispel.
El religioso francés Pierre-Jean de Smet les visitó en 1841 y estableció una misión católica, aún activa hoy en día. Intentaron vivir en paz con los blancos hasta que en 1858 su caudillo Vincent declaró la Guerra Coeur d’Alene, con apoyo de los palus, spokane y paiute. En mayo un millar de indios atacaron a 164 soldados del mayor Eduard Steptoe en Pine Creek (Washington), pero fueron contraatacados por 600 soldados del coronel George Wright, quien en septiembre les venció en Four Lakes y Spokane Plains. Su jefe Garry se vio obligado a firmar un tratado de paz cediendo sus tierras.
Esto diezmó a la tribu, y en 1867 la mayoría fueron llevados a la Reserva Coeur d’Alene de Idaho, mientras que el resto fue trasladado en 1872 a la reserva Colville de Washington. Pero como la reserva no les fue reconocida hasta 1884, les robaron buena parte de las tierras.
Entre 1953-1959 su líder Joseph Garry, también jefe de la NCAI desde 1954, dirigió la campaña contra la Termination, de manera que en 1955 la Indian Claims Comission les dio los títulos de las tierras reclamadas.

## Enlaces
- Página oficial de la tribu coeur d’alêne
- Idaho Natives Project
- Parque Estatal de la Misión Coeur d’Alene
- Coeur d’Alene Casino
- Idaho v. US
- Lewis and Clark Rediscovery Project
- Encyclopedia of North American Indians
- Espacio Judicial del Estado de Idaho

- Datos: Q491755
- Multimedia: Coeur d'Alene / Q491755